# ایوان کریلوف
ایوان آندریویچ کریلوف به انگلیسی: Ivan Andreyevich Krylov؛ به روسی: Ива́н Андре́евич Крыло́в؛ زاده: ۱۳ فوریه ۱۷۶۹ – درگذشت: ۲۱ نوامبر ۱۸۴۴) بهترین و شناخته شده‌ترین افسانه‌پرداز و حکایتنویس اهل روسیه است او احتمالاً بزرگترین لطیفه‌پرداز در میان همه نویسندگان روس است. او در آثارش، اغلب ناکارآمدی بوروکراسی حاکم بر جامعه را که مانع رشد اجتماعی بود نقد می‌کرد.
خلاقیت کریلوف افسانه پرداز، به تمامی و به گونه‌ای هماهنگ با جهان هنری ضرب‌المثل‌ها، داستان‌ها و مثل‌های روسی رابطه دارد؛ این خلاقیت عبارات استعاره‌آمیز را وارد گنجینهٔ زبان روسی کرده که بسیاری از آن‌ها ضرب‌المثل شده‌اند. زبان افسانه‌های کریلوف برای پوشکین، گریبایدوف، گوگول و دیگر نویسندگان روس نوعی الگو محسوب می‌شد. لنین از الگوها و موضوعات بیان افسانه‌های کریلوف استفاده کرد. افسانه‌های کریلوف به بیش از ۵۰ زبان زنده دنیا ترجمه شده‌اند.
کریلوف ابتدا یک نمایشنامه‌نویس و روزنامه‌نگار بود تا اینکه در ۴۰ سالگی استعداد واقعی خود را کشف کرد. در حالی که بسیاری از حکایت‌های اولیه او برداشت‌های آزادانه‌ای از ازوپ و لافونتن بودند بعدها کار اصلی او خلق حکایت‌هایی شد که اغلب رگه‌ای از طنز داشتند.
افسانه‌های کریلوف مانند «گرگ و گوسفندان»، «مرگ و میر وحشیان»، «رقص ماهی‌ها» و بسیاری دیگر رابطهٔ توده‌های مردم را با بی عدالتی اجتماعی نشان می‌دهند، و بسیاری از آن‌ها به‌طور مستقیم ضد دولت استبدادی خودکامه آن زمان بودند و علیه چپاولگری کارمندان اداری جهت‌گیری داشتند. در حقیقت در این افسانه‌ها مانند «اسب و سوار» و «خوشه» که در بردارندهٔ توجیه فروتنی در برابر فرمانروایان بود، ناپیوستگی دیدگاه‌های سیاسی کریلوف بیان شده، هرچند در اصل، دموکراسی عمیق، بیان اخلاقی ایده‌آل ملت، محکومیت خودپرستی و دو رویی جامعه درباری (افسانه‌های «کشاورز و رودخانه»، «برگ‌ها و ریشه‌ها» و غیره) در آثار وی بی‌نتیجه باقی مانده‌است.
در نیروی اخلاقی ملت باور افسانهٔ وی نفوذ کرده و با با موضوع جنگ میهنی سال ۱۸۱۲ ارتباط دارد («کلاغ و مرغ»، «گرگ در سگدونی»، «جدایی» و غیره). در مقابل شمای سنتی ژانر، شخصیت‌های استعاری- مشروط افسانه‌های کریلوف در خود خط مشی انسان‌های واقعی را به همراه دارند؛ کریلوف آن‌ها را در منظر وسیع ملت روس می‌گنجاند، در حالی که طبقات اجتماعی گوناگون – از تزار گرفته تا چوپان – را توصیف می‌کند. با افسانه‌های کریلوف در ادبیات روس، کلام زنده ملی وارد شد.

## زندگی و آثار

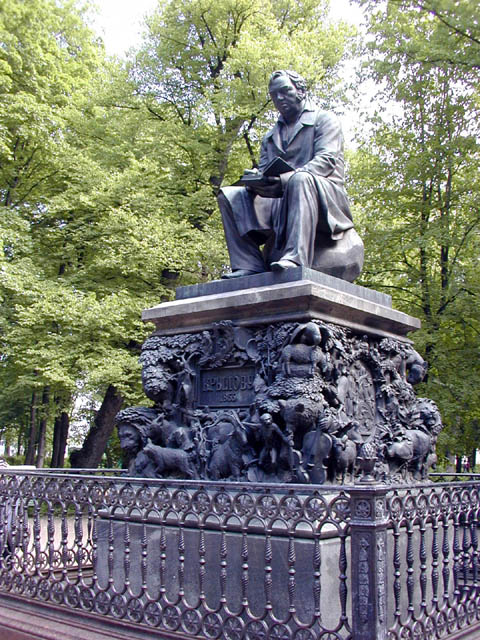
بنای یادبود ایوان کریلوف در باغ تابستانی (۱۸۵۴–۱۸۵۵)، اثر پیتر کلودت فون رگنسبورگ

ایوان در ۱۳ فوریه ۱۷۶۹ در مسکو به دنیا آمد اما دوران کودکی او در شهر اورنبورگ و در تِوِر (این شهر از سال ۱۹۳۱ تا ۱۹۹۰ کالینین نام داشت) سپری شد. پدر او یک افسر برجسته ارتش بود که در ۱۷۷۵ از خدمت در ارتش استعفا داد و در ۱۷۷۹خانواده بینوای خود را ترک کرد. ایوان خیلی زود با فقر آشنا شد. نوجوانی بیش نبود که مجبور شد به عنوان کمک دفتردار کار کند. با زندگی در سن پترزبورگ کار دولتی یافت و کارمند خرده پای مجلس شد. او فقدان تحصیل منظم را با یادگیری مستقل ادبیات، ریاضی و زبان‌های فرانسه و ایتالیایی جبران کرد.
در ۱۴ سالگی اپرای کمدی «قهوه جوش» را نوشت که در آن به گونه‌ای زنده، خلق و خوی سرواژهای شهرستانی را بیان می‌کرد. در سال‌های ۱۷۸۸–۱۷۸۶ کمدی «خانوادهٔ مجنون»، «خیالباف در راهرو» و «شیاطین» را که توخالی بودن و فساد اخلاقی دربار پایتخت را استهزا می‌کردند و تراژدی «فیلاملا» که مخالف استبداد بود را خلق نمود.
کریلوف در سال ۱۷۸۹ اقدام به چاپ مجله «پست ارواح» کرد و در آن نوشته‌های هجوی خود را منتشر نمود که با شجاعت عیوب جامعه درباری و سوءاستفاده دستگاه‌های اداری را افشا می‌کرد. کریلوف در فعالیت‌های روزنامه‌نگاری و هم‌چنین در داستان «کاییب» و دیگر نوشته‌های خود همانند ادامه دهنده طنز فرهنگی نوینکوف عمل می‌کرد.
طنز شجاعانه کریلوف موجب نارضایتی کاترین دوم شد. او از فعالیت‌های ادبی منع و چند سالی در شهرستان پنهان شد. در سال ۱۸۰۰–۱۷۹۹ «تراژدی- خنده» که اثری نیش دار ضددولتی بود را نوشت. کریلوف تنها در سال ۱۸۰۶ توانست به سن‌پترزبورگ بازگردد. در سال ۱۸۰۷–۱۸۰۶ کمدی «دکه مد» و «درسی برای دختران» را نوشت که سرسپردگی دربار را به استهزا می‌گرفت و موفقیت بزرگی به همراه داشت. در سال‌های ۱۸۴۱–۱۸۱۲ به عنوان کمک کتابدار در کتابخانه عمومی امپراتوری خدمت کرد. در سال ۱۸۰۹ اولین کتاب افسانه کریلوف به چاپ رسید که سرآغاز فعالیت کاری او به عنوان افسانه‌نویس شد.

## نظر دیگران
نیکلای گوگول در مورد افسانه‌های کریلوف را «کتاب خردمندی خود ملت» بیان کرده‌است. اصالت راستین، زبان لایزال و خوش نقشِ به نوبه خود ثروتمند، خلاقیت کریلوف را در اوج پیشرفت افسانهٔ روسی و او را در ردیف سرآمدان جهانی این ژانر قرار دادند.
الکساندر سرگی یویچ پوشکین خصوصیت عمیق ملی افسانه‌های کریلوف را که در «شادی در حیله‌گری عقل، شوخ‌طبعی و استعداد خوش نقش بیان می‌شود» می‌بیند. پوشکین خاطر نشان می‌کند کریلوف بر خلاف پیشینیان خود که در افسانه نکته اخلاقی آموزنده‌ای را رأس کار خود قرار می‌دادند، افسانه‌ای با طنز و با ارزش کمدی خلق کرد.
ویساریون بلینسکی در مورد افسانه «کشاورز و گوسفند» اثر کریلوف می‌نویسد «تصویر شاعرانهٔ یکی از وجوه جامعه، کمدی کوچک، که در آن شخصیت‌های فعال حقیقتاً بی‌اندازه خاص و رعایت شده هستند.» در این باره استعداد راهکار واقع بینانهٔ نویسنده به واقعیت ختم می‌شوند.

## ترجمه فارسی
نخستین ترجمه فارسی از آثار ایوان کریلوف با عنوان «حکایات کریلوف» ترجمه گیورگیس آقاسی در سال ۱۳۴۷ توسط انتشارات پدیده منتشر شد. این ترجمه دارای متنی روان و مناسب بزرگسالان و اطفال است.
کتاب «حکایات تمثیلی» اثر ایوان آندریویچ کریلوف توسط بهروز عزبدفتری به فارسی برگردانده شده که در ۲۷۲ صفحه، از سوی نشر نیلوفر منتشر شده‌است.